# پاتریک گورمن (بازیگر آمریکایی)
پاتریک اُ گورمن (انگلیسی: Patrick O Gorman؛ زادهٔ ۳ اوت ۱۹۳۴) بازیگر آمریکایی تئاتر، سینما و تلویزیون است.
گورمن که در ویسالیا، کالیفرنیا به دنیا آمد، هشت سال را در ارتش گذراند و در پاریس بازیگری خواند. زمانی که در پاریس بود، در سیرک مدرانو به عنوان یک دلقک حضور داشت.
از فیلم‌ها یا برنامه‌های تلویزیونی که وی در آن نقش داشته‌است می‌توان به سه روز کرکس، کنکورد … فرودگاه ۷۹، فراتر از قانون، روی زمین مرگبار، بیل وحشی، زن بیونیک، خانواده والتون، روزهای خوش، فیلادلفیا همیشه آفتابی است، و انتقام‌جویان: پایان بازی اشاره کرد.